# Agrochola hippophaes
Agrochola hippophaes là một loài bướm đêm trong họ Noctuidae.